# 酒精飲料廣告

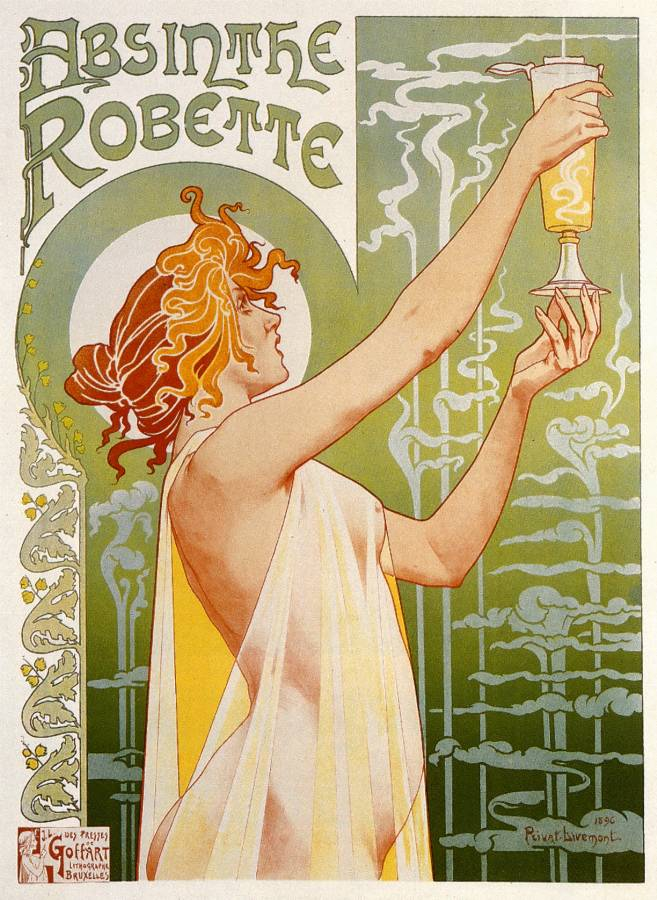
19世紀晚期比利時新藝術運動海報畫家亨利·普利維-利物蒙特1896年作品（Absinthe Robette），為苦艾酒做廣告。

酒精飲料廣告（英語：Alcohol advertising）談的是酒類生產商透過各種大眾媒體廣告宣傳它們的產品。酒類廣告與烟草廣告一樣，也是受到最嚴格監管的行銷活動之一。在某些國家/地區，此類廣告中的某些部分或是全部會受到禁止。目前坊間已有關於酒類廣告的重要研究，例如美國教授Jon P. Nelson所發表者。 

## 批評
幾十年來在研究機構、衛生組織、和大學的工作已能證明酒類廣告與酒精消費之間的相關性，尤其是對那些最初不飲酒的青年群組。然而，有項同樣重要的研究組織認為這種廣告不會導致更高的消費，而只是反映出較大的公眾需求，許多評論者認為有效的酒類廣告只會增加生產商的市場佔有率以及品牌忠誠度。
酒類產業除運作廢除在產品包裝加上警告信息（其中重要的信息是飲用酒類有提高罹患某些癌症的風險）的法律之外。還積極試圖誤導公眾關於飲酒導致癌症的風險（參照酒精與癌症）。

## 目標市場
多年來，酒類的廣告活動的目標市場不斷變化，有些品牌專門開始針對特定人群。有些飲料傳統上被視為男性專門飲料，尤其是啤酒。據稱有些品牌是專門為吸引通常不會喝這種飲料的人而開發。這類廣告可能會導致未成年人開始飲用和暴飲。在2011年所做的一項研究發現，有22%的12年級學生曾在過去兩週內有過暴飲的經驗，而在大學生的暴飲比率增加一倍。研究顯示在大腦完全發育之前即開始飲酒，對於大腦發育會產生改變或是負面的影響。

### 青少年
酒類產業受到批評和被嚴格立法管制的一個領域是他們涉嫌針對年輕人做市場開發。核心是如alcopops淡酒類的開發 - 這種酒類味道甜美、顏色鮮豔、以及所取的名稱可吸引年輕族群。學術界發現，口味是影響青少年飲用酒類的主要因素，而年輕的不飲酒者，以及實驗性飲酒者最容易受到廣告的影響。
關於酒類廣告是否針對青少年，一直存有些爭議。許多這類廣告似乎使飲酒變得有趣和令人興奮。而酒類廣告幾乎可在任何媒體中看到，這類產業尤其以贊助體育賽事、音樂會、雜誌而聞名，並在互聯網上隨處可見。大多數產業供應商的網站都要求年滿21歲才能進入，但除需要輸入出生年月日之外，並沒任何其他的限制。《美國公共衛生期刊》刊出一項研究，結論是在波士頓11至18歲的火車乘客每天都會看到與酒類有關的廣告。另有類似的研究，結論都支持對於未成年人飲酒與酒類廣告曝光相關的指控。作為回應，許多城市已經體認到酒類相關廣告對青少年的影響，而某些城市已經採取禁止這些廣告在公共交通場站及車輛上顯示的措施。
彼得·安德森（Peter Anderson）等研究人員所做的縱向研究，結論是：“酒類的廣告和促銷會增加青少年開始飲酒的可能性，如果他們已有飲酒習慣，則會喝得更多。”伊麗莎白 D. 維特斯（Elizabeth D. Waiters）等研究人員在與9-15歲青少年中抽樣者討論後的結論，也支持這一說法。這些研究人員發現年輕人對於啤酒廣告目的，看法是它促使人們不僅只看產品品質，而且還包括“產品與性吸引力有關聯”，因而會去購買。他們看到“有吸引力的年輕人喝啤酒，以展現個人價值”和“搭配青年品味的音樂”，而受到影響去喝酒。
由美國聯邦政府每年舉辦的全國藥物濫用與健康家庭調查（NSDUH）報告稱，在2008年，年齡為12或13歲的群組，有1.5%的人會暴飲，14或15歲的群組則有6.9%會，16或17歲的群組有17.2%會，而18到20歲的群組則高達33.7%會暴飲。到2009年，每個未成年人群組中暴飲的比率各增加四分之一。
根據哈佛大學2001年大學酒精研究 (Harvard School of Public Health College Alcohol Study, 2001(CAS))，持續的酒類促銷和廣告，包括降低在大學校園內某些酒類的價格，會把大學社區的酒精消費百分比增高。大學校園酒精飲料廣告也會增加學生的暴飲情況。有研究而得的結論是對這些促銷、降價、和廣告給予管制，有助於減少校園內的暴飲和其他相關飲酒問題。 
- 一項研究結果指出，啤酒廣告是青少年對啤酒品牌的了解、偏好和忠誠度、以及當前飲酒行為和飲酒意圖的重要預測指標。[24]
- 電視廣告改變人們對飲酒的態度。年輕人在觀看酒類廣告後，對飲酒和自己飲酒的可能性，會報告有更積極的感覺。[25][26]
- 酒類產業每年花費20億美元在媒體廣告之上。[27]
- 啤酒釀造業在2000年，花費在電視廣告的費用超過7.7億美元，在廣播廣告上有1,500萬美元。[28]

隸屬於布隆博格公共衛生學院的酒類行銷和青年研究中心（Center on Alcohol Marketing and Youth （CAMY））的究結果清楚指出，對於年輕人在飲酒的決定上，除了父母和同儕之外，酒類廣告和營銷也會產生顯著的影響。。
聯邦貿易委員會在一篇給美國國會的報告（酒類產業的自我規範（Self-Regulation in the Alcohol Industry））中說“雖然有許多因素會影響未成年人對於飲酒的決定，包括父母、同儕、和媒體，但有理由相信廣告也發揮作用。” 
父母和同儕對於青少年飲酒的決定有很大的影響力。然而，研究清楚顯示酒類的廣告和行銷因為影響青年和成人的期望和態度，並創造出促使未成年人飲酒的環境，而發揮顯著的影響。
雖然當今的人都會處在廣告和行銷的環境，但是研究者大衛 H.傑尼根 (David H. Jernigan) 強調“12歲兒童中有超過15%的可能會處在一種情況，即這些未成年人平均會比大於21歲的成年人（21歲是美國的合法飲酒年齡）更會接觸到這些雜誌上的廣告。”

### 麥芽酒
參照麥芽酒中英文版#Advertising
美國麥芽酒一直把城市中的非裔人口和西班牙裔人口當作目標市場。廣告商使用權力和性支配力的主題來吸引客戶。批評者反對針對這些群組投入廣告，因為這些群組具有非常高比率的酒精相關疾病，而且又不容易獲得醫療衛生服務。

## 世界各地酒精飲料廣告
世界衛生組織（WHO）明確指出酒類廣告和促銷活動必須受到控制。WHO在2005年9月對歐盟區域的酒精政策框架，在5項倫理原則中包括有：“所有兒童和青少年都有權在一個不會受到因飲酒而造成負面影響的環境中成長，並在可能的情況下不受到酒類廣告的影響”。
歐盟內的跨境電視廣告以前受”1989年電視無國界指令”監管（1989 Television without Frontiers Directive），這是一項法律協調措施，以移除國際貿易壁壘而達成共同市場的目的。這項指令的第15條對酒類廣告的限制為：
- 不可專門針對未成年人，或是特別描繪未成年人飲用這些產品；
- 不得把飲酒與增強體能或駕駛汽車有所聯繫；
- 不得給人以飲酒有助於社交或性成功的印象；
- 不得聲稱酒精具有療效，或者說它是一種興奮劑、鎮靜劑、或是解決個人間衝突的手段；
- 不得鼓勵無節制飲酒，或是把戒酒或是節制飲酒做負面的描述；
- 不應強調高酒精含量是種正面的飲料品質。”

這篇有關酒類廣告限制的條款，主要是透過處理廣告的自律機構在每個歐盟國家內實施。
歐盟“無國界電視”指令隨後擴大，把新形式的媒體，例如數位電視包括在內。這項指令現在稱為“視聽媒體服務指令”，關於有關酒類廣告限制的條款載於第22條，與上述的相同。
有國家，例如法國、挪威、俄羅斯、烏克蘭、緬甸、斯里蘭卡、和肯亞，已禁止在電視和看板招牌上為酒精飲料作廣告。

### 美國
美國對於烈酒廣告，有自律機構為酒類製作符合道德的廣告標準。其中特別關注到的是廣告出現的地方。
目前的標準是酒類廣告只能在71.6%讀者（或觀眾）超過合法飲酒年齡的媒體上出現。酒類廣告的創意內容不應針對吸引21歲以下的人，例如，不鼓勵用卡通人物作為代言人。不能用酒精含量或是其影響來宣傳品牌。廣告不得鼓勵不負責任的飲酒。透過媒體做廣告的另一問題是媒體是否該接受酒類廣告。接受單一廣告或一項種類廣告刊登的決定一直是由媒體的老闆或發行人自行決定即可。
1991年，美國醫務總監安東尼婭·諾維洛批評酒精飲料公司在電視和平面媒體廣告中以“性意象、卡通、搖滾、和饒舌音樂”，“毫不掩飾地針對青少年”。:113–5聯邦貿易委員會於2002年對廣告可能是針對21歲以下的群組一事做過調查。但是這項調查，以及部分學者另外的調查結果均未發現此類針對的證據。

### 亞洲
馬來西亞在1995年把在廣播和電視上播放酒類廣告列為違法。之前，酒類廣告在馬來西亞的電視只在晚上10:00之後播放，以及不在馬來語節目期間播放。非馬來語的報紙和雜誌可刊載酒類廣告。超級市場和量販店因為利用手推車置放廣告，宣傳酒類產品而受到批評，爭議的發生原因是因為伊斯蘭教是該國的國教。在1995年的禁令頒布後，酒類產業繼續透過贊助音樂會和娛樂活動來建立品牌知名度。
在新加坡，不允許酒類廣告在針對兒童和青少年的節目中播放。
酒類廣告在1990年代的印尼屬於合法，但後來被完全禁止。
在香港，家庭觀賞時段節目期間（每日下午4點到晚上8點半）
不得播放酒類廣告。
菲律賓允許播放酒類廣告。廣告的末尾需顯示警告語：“飲酒要適度”。到2012年5月，警告語改為“要負責任地飲酒”。
泰國仍允許播放酒類廣告，但必須加上警告信息。參見泰國酒精飲料廣告。
斯里蘭卡從2006年起完全禁止在公開場合傳播酒類廣告。
韓國只允許在晚上10:00之後播放酒類廣告。
中華民國台灣，根據國家通訊傳播委員會公告（2019年3月15日），指定無線廣播、無線電視、及衛星廣播電視之酒類廣告播送時段為每日晚上9:00時至次日早晨6:00時為止。

### 歐洲
俄羅斯自2013年1月起，禁止在幾乎所有媒體（包括電視和看板招牌）上為酒類產品做廣告。
瑞典自2010年以來，為葡萄酒和啤酒做廣告屬於合法，但不得在電視和廣播中播放。非期刊雜誌允許刊登酒精濃度超過15%的酒類廣告。這些廣告必須包含警告語，但措辭不如針對烟草產品般那麼強烈 - 例如，“懷孕期間避免飲酒”，而不是“吸煙會致命”。這些規則是根據歐盟電視無國界指令而製作，在2010年中引入制定成為法律，而自2005年以來由該國的報紙暫時引用。在此之前，酒類廣受到禁止，但“1類啤酒”（或稱“淡啤酒”屬於例外。這類淡啤酒的廣告很常見，因為與廣告中的淡啤酒同名的酒精成分較高的啤酒可能會受到有利的影響。
芬蘭議會立法，自2015年1月禁止戶外酒類廣告（體育賽事期間除外）。 
在英國，廣告標準局已禁止一些不符歐盟電視無國界指令限制的廣告。
挪威自1975年以來已完全禁止酒類廣告。
Meta Platforms（舊稱Facebook）在2017年9月， 宣布允許用戶可將所有酒類廣告隱藏。此舉在英國引發爭議，因為英國酒精研究小組（Alcohol Research UK）對此一改變表示歡迎，而廣告標準局表示英國已有世界上最嚴格的規定。
愛爾蘭在2018年11月頒布一項法律，禁止在學校、兒童遊樂區、公共交通、和電影院附近做酒類的廣告，並把酒類產品在商店中的可見度予以限制。法律在2019年11月生效。

### 澳大利亞
澳大利亞的酒類行銷由酒精飲料廣告管理條例（The ABAC Code）規範。廣告商在電視和廣播上播放廣告，需要遵循一套明確的指南。廣告可在上課日中午至下午3點，以及每天晚上8點至凌晨5點播放。這些廣告不能針對兒童，並且不得在任何一天的兒童（C）分類或是學前 (P) 分類節目中播放。

## 粉紅裝飾飲酒活動
許多酒類產業公司利用發起運動用以以提高意識和/或為特定慈善活動籌集資金（通常會同時使用與特定條件相關的“絲帶”符號）。公司透過酒類產品和促銷，以及其他行銷工具來達成目的。由於多數絲帶未受註冊限制，或是受到監管，因此這些公司可把圖像放在它們的任何產品之上。
特別是有種全球知名的絲帶 - 粉紅色乳癌絲帶 - 已被多家酒類公司在促銷時使用，這種做法被稱為“粉紅裝飾”。飲酒與好些種癌症的風險增加有關聯，乳癌是其中之一。縱然是少量飲酒（每天1單位）也被發現會增加女性罹患乳癌的風險。美國有項在2013年所發表的研究發現，有15%的女性乳癌死亡可歸因於酒精。
由於這種明顯的關聯，與粉紅裝飾連結的酒類廣告，因為鼓吹飲用會提高乳癌風險的酒類產品而受到批評。由於乳癌是女性最常見的癌症，強調為乳癌協會提供資金的酒類廣告可能對女性造成更大的傷害，尤其是當購買的數量與捐贈的款項呈正比時候。
儘管如此，許多酒類公司已捐贈大筆資金給各種癌症慈善機構，這無疑是助長可能會發生的癌症。

## 負責任飲酒運動
目前已有各種運動來預防酗酒、未成年人飲酒、和醉酒駕車。波特曼集團（英國領先的酒精飲料生產商組成的商會）負責舉辦各種此類活動。包括負責任飲酒、酒後代駕（和代駕司機）、年齡證明卡。例如，Drink Aware運動， 目的在教育人們如何合理飲酒並避免暴飲。Drink Aware的網址出現在集團中所有會員產品的廣告之中。
促進負責任飲酒基金會（另稱Century Council）是由美國一批蒸餾酒廠所資助，倡導負責任的飲酒或不飲酒的決策，並致力減少各種不負責任的飲酒行為。這個基金會自1991年成立以來，已花費1.75億美元在各項活動之上。
酒精飲料產業的各項倡負責任飲酒的活動，都假定為娛樂目的而飲酒是一種積極的活動，並強化這一想法，將其作為合理消費的一個例子。但認為飲酒不可能同時產生“明智”和娛樂性的人，對於這類活動的重點或方向顯然不會同意。
南非一則頗受爭議的反醉酒駕車廣告，以在監獄中遭受強姦來威脅公眾。這項廣告活動並未有人向廣告標準當局投訴。

## 贊助體育事項

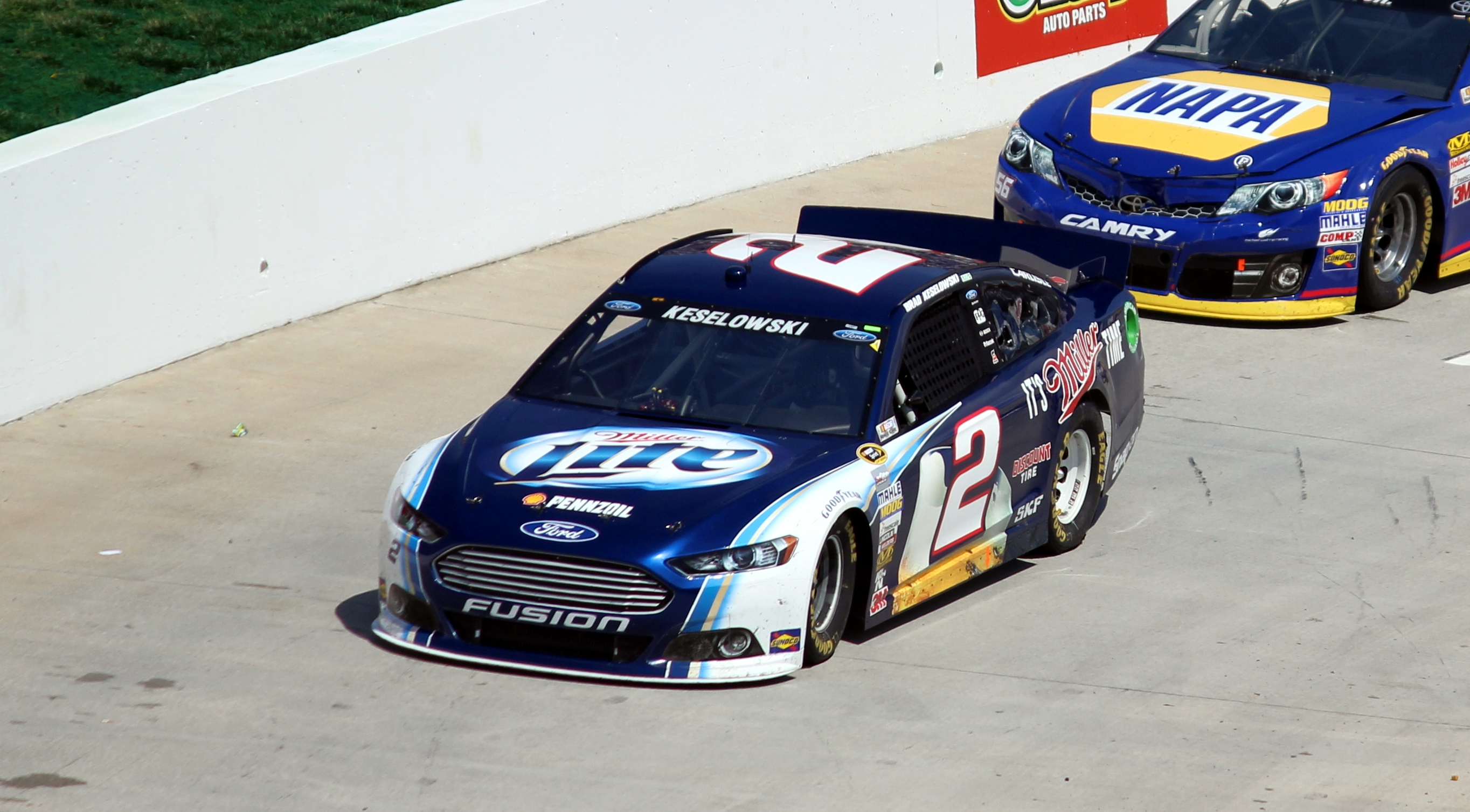
美樂淡啤贊助布拉德·凱塞洛斯基駕車參加NASCAR盃系列賽的比賽。

許多國家禁止對於體育賽事和運動員做贊助。例如，歐洲橄欖球的主要俱樂部比賽歐洲橄欖球冠軍盃(也稱Heineken Cup，海尼根盃)，因為法國對酒類廣告有限制，所以被稱為H Cup。然而，這種贊助在其他地區仍然很常見，例如美國，但這種贊助存有爭議，因為兒童往往是主要職業體育聯盟的目標對象。
酒類廣告在動力運動中的賽車中很常見，在全國改裝賽車競賽協會（NASCAR）和印第賽車中尤為突出。其中一個主要例子是由安海斯-布希啤酒品牌贊助的Busch系列（現在稱為NASCAR Xfinity Series系列）。
安海斯-布希品牌中最知名的是百威啤酒，曾贊助過印第賽車車手如馬馬里奧·安德烈蒂、鮑比·拉哈爾、和保羅·特雷西，以及NASCAR盃車手如特里·拉邦特、尼爾·邦內特、達雷爾·沃爾特里普、比爾·埃利奧特、小戴爾·恩哈特。 ,凱西·肯恩、和凱文·哈維克。與此同時，美樂啤酒則贊助艾爾·昂瑟 、丹尼·沙利文、鮑比·拉哈爾、拉斯蒂·華萊士、庫爾特·布希、和布拉德·凱塞洛夫斯基 。
此外，NASCAR盃要求21歲以下的車手不得在他們駕駛的汽車上貼有任何酒精飲料標籤。如果駕駛員未達到飲酒年齡，則會在此類駕駛員的汽車上貼上專門的“Coors Pole Award - 21 Means 21”（參見頭位）貼紙。參與比賽名為 Petty Enterprises 的團隊拒絕參與酒類廣告活動，並放棄所有酒類商家提供的款項和獎金。
對於蒸餾酒贊助商，車隊必須在車上貼上清晰可見的負責任飲酒標籤。美國威士忌酒廠傑克丹尼的主題是“調整自己的節奏，負責任地喝酒”，並且在NASCAR盃的網站上舞動黃旗警告飲酒者。對於加拿大調和式威士忌酒廠Crown Royal而言，電視廣告中的定速車標有“成為冠軍，負責任地飲酒”的標語，警告參賽車手要承擔責任。金賓威士忌的廣播電台中有NASCAR盃要求的控制飲酒的聲明。然而，這三家酒廠都不是全時贊助商，因為他們是連同別家公司的產品輪流提供賽車贊助。
烟草公司一直是一級方程式賽車的主要贊助商，但某些酒類品牌也與這項運動有關。例如，義大利品牌馬丁尼與羅西贊助威廉姆斯車隊，而
尊尼獲加（Johnny Walker）從2006年開始贊助麥拉倫一級方程式車隊。
安海斯-布希是一家企業集團，也擁有與酒類無關的事業，這家公司遵守法國一級方程式賽車中的酒類廣告禁令，而將集團中Busch Entertainment主題公園標誌（主要是海洋世界）放置在他們贊助的車隊賽車上。
一些體育場館，特別是在美國，通過冠名權而名稱中有啤酒廠或啤酒品牌的名稱，例如布希體育場、庫爾斯球場、和美樂棒球場（現改稱美國家庭球場）；這三個場館都在各家酒廠總部所在的城市或是附近。
英國跨國酒精飲料公司帝亞吉歐是許多體育賽事的主要贊助商，透過旗下各種品牌。例如，尊尼獲加贊助高爾夫球格倫伊格爾斯錦標賽和經典高爾夫巡迴賽，以及麥拉倫一級方程式車隊。
板球是種有大量酒類商家贊助的運動。例如英國和澳大利亞之間的賽事2005 Ashes series （參見灰烬杯以了解名詞來源）的特色是如英國的啤酒Red Stripe、Thwaites Brewery、和澳大利亞葡萄酒Wolf Blass等品牌的贊助。在一般禁止酒類廣告的國家如印度和斯里蘭卡等，酒廠規避的方式是提供給球隊具有其產品品牌的服裝系列和運動器材，或者在各種賽事中（例如巡迴賽印度板球超級聯賽，或是對抗賽）提供有商家品牌的軟性飲料或瓶裝水。
橄欖球也有大量的酒類商家贊助。

### 體育活動中的酒商贊助
體育活動被認為是向一般民眾推廣酒精飲料和倡導飲用的重要的媒介，有非常多的廣告花費用在這類的廣告裡面。在紐西蘭和澳大利亞所做的研究顯示，贊助參與群眾或是運動員與更危險的飲酒行為有關聯。英國、澳大利亞、紐新西蘭都有人呼籲禁止酒類產業贊助體育活動，也禁止在體育活動中做廣告。

## 進一步閱讀
- Two articles among many are Effects of Alcohol Advertising Exposure on Drinking Among Youth, Snyder et al., Arch Pediatr Adolesc Med/ Vol 160, Jan 2006 pg. 18-24 and Exposure to Television Ads and Subsequent Adolescent Alcohol Use, Stacy et al., American Journal of Health Behavior, Nov-Dec 2004, pg. 498–509.  To view the literature go to pubmed.gov and search for alcohol advertising and adolescent behavior or some iteration of this. These articles and related studies are reviewed in J.P. Nelson, "What is Learned from Longitudinal Studies of Advertising and Youth Drinking and Smoking?" International Journal of Environmental Research and Public Health, 7(3), March 2010, pp. 870–926. Open Access: http://www.mdpi.com/1660-4601/7/3/870 （页面存档备份，存于）; and J.P. Nelson, "Alcohol Marketing, Adolescent Drinking, and Publication Bias in Longitudinal Studies: A Critical Survey using Meta-Analysis," Journal of Economic Surveys, 25(2), April 2011, pp. 191–232.
- 27 July 2005.  "Drinks adverts told 'no sexy men' （页面存档备份，存于）" at BBC News.  Accessed 27 July 2005.
- Federal Trade Commission. Alcohol Marketing and Advertising: A Report to Congress. Washington, DC: Federal Trade Commission, 2003.
- Fisher, Joseph C. Advertising, Alcohol Consumption, and Abuse: A Worldwide Survey. Westport, CT: Greenwood Press, 1993, p. 150.
- Frankena, M., Cohen, M., Daniel, T., Ehrlich, L., Greenspun, N., and Kelman, D. Alcohol Advertising, Consumption and Abuse. In: Federal Trade Commission. Recommendations of the Staff of the Federal Trade Commission: Omnibus Petition for Regulation of Unfair and Deceptive Alcoholic Beverage Marketing Practices, Docket No. 209-46. Washington, DC: Federal Trade Commission, 1985.
- Sanders, James. Alcohol Advertisements Do Not Encourage Alcohol Abuse Among Teens. In: Wekesser, Carol (ed.) Alcoholism. San Diego, CA: Greenhaven Press, 1994. Pp. 132–135, p. 133.

## 外部連結
- "Issues" at the Distilled Spirits Industry Council of Australia Inc. site
- "Code Of Responsible Practices for Beverage Alcohol Advertising and Marketing" at the Distilled Spirits Council of the United States site
- A collection of alcohol advertisements from 1840 - 2000 （页面存档备份，存于）
- The Alcohol Beverages Advertising Code (ABAC) at ASA.co.nz
- Canadian Advertising Codes and Guidelines – Overview at the Media Awareness Network
- "Advertising Alcohol" at Alcohol Concern
- "Advertising Alcohol and the First Amendment （页面存档备份，存于）" at the Federal Trade Commission site
- The Center on Alcohol Marketing and Youth
- "Alcohol Advertising （页面存档备份，存于）"
- Gallery of American print alcohol advertising （页面存档备份，存于）
- "White Paper: alcohol sponsorship", European Sponsorship Association